# Liolaemus uspallatensis
Espèce
Statut de conservation UICN

 LC  : Préoccupation mineure
Liolaemus uspallatensis est une espèce de sauriens de la famille des Liolaemidae.

## Répartition
Cette espèce est endémique de la province de Mendoza en Argentine. On la trouve entre 2 400 et 2 700 m d'altitude.

## Description
C'est un saurien ovipare.

## Étymologie
Son nom d'espèce, composé de uspallat et du suffixe latin -ensis, « qui vit dans, qui habite », lui a été donné en référence au lieu de sa découverte, Uspallata.

## Publication originale
- Macola & Castro, 1982 : Una nueva especie del género Liolaemus del área subandina, Uspallata - Mendoza - Argentina (Liolaemus uspallatensis n. sp. Iguanidae). Publicaciones Ocasionales del Instituto de Biología Animal, Universidad Nacional de Cuyo, Serie Científica, vol. 15, p. 1-6.